# Navadna breza
Navádna bréza (znanstveno ime Betula pendula) zraste do 25 metrov. Ima majhne liste v obliki srčka, ki ima deljeno listno ploskev. Listi zrastejo od 2,5 do 5 cm. Je enodomna rastlina. Njeno deblo je bele barve, na nekaterih mestih pa izstopa tudi črna barva. Deblo je hrapavo z vdolbinami. Raste v temnem, mešanem in iglastem gozdu.